# Josef Hercz
Josef Hercz (11. srpna 1917 na samotě Čalovka, poblíž obce Egreš, okres Trebišov, Slovensko – 9. prosince 2010) byl český lékař slovenského původu a československý válečný veterán, který bojoval za druhé světové války v řadách československé zahraniční armády ve Velké Británii proti nacistickému Německu.

## Život
Narodil se jako čtvrtý ze šesti bratrů na východním Slovensku. V roce 1935 odmaturoval v Košicích a začal studovat medicínu v Praze. Vystudoval jen sedm semestrů, v roce 1939 po uzavření vysokých škol se vrátil na Slovensko. Z rasových důvodů (židovského původu) byl odveden do pracovních oddílů slovenské armády.
Jeho starší bratr Desider v té době odešel balkánskou cestou na Střední Východ, Josef se ho rozhodl následovat. Vystěhovalecká loď Pentscho vyplula z Bratislavy v květnu 1940. Transport trval pět měsíců. Cestující na lodi měli hromadné vízum do Paraguaye, fiktivního oficiálního cíle celého transportu. Loď ztroskotala na řeckém ostrůvku, v té době se nacházejícího v italských výsostných vodách. Josef Hercz se vydal na člunu spolu s dalšími čtyřmi dobrovolníky hledat 60 mil vzdálenou Krétu. Po pěti dnech je objevilo britské letadlo a vyzvedla je loď ze skupiny hladinových lodí, torpédoborec Nubian. Josef Hercz byl internován v egyptském vězení v Alexandrii a zanedlouho propuštěn. V květnu 1941 vstoupil do československé armády. Účastnil se bojů při obléhání Tobruku, kde byl zraněn.
Po příjezdu do Británie sloužil u motopraporu československé samostatné brigády. Rotný aspirant Josef Hercz byl v roce 1944 v bojích u Dunkerque jmenován velitelem průzkumné čety u motopraporu. Dva starší bratři pana Hercze bojovali rovněž v zahraniční armádě, jeden z mladších bratrů byl zastřelen v koncentračním táboře, většina ostatních příbuzných byla též za války zavražděna. V roce 1946 Josef Hercz dokončil studia na lékařské fakultě, v roce 1947 přešel na chirurgické oddělení nemocnice Na Bulovce, kde pracoval až do svého odchodu do důchodu. Několik let byl místopředsedou Československé obce legionářské.
Roku 2005 mu byl propůjčen Řád Tomáše Garrigua Masaryka I. třídy.

## Nejvýznamnější vyznamenání
- Československý válečný kříž 1939
- Rytíř lékařského stavu – 2003
- Řád čestné legie – 2004
- Řád Tomáše Garrigua Masaryka I. třídy – 2005